# گالی (کشتی باستانی)

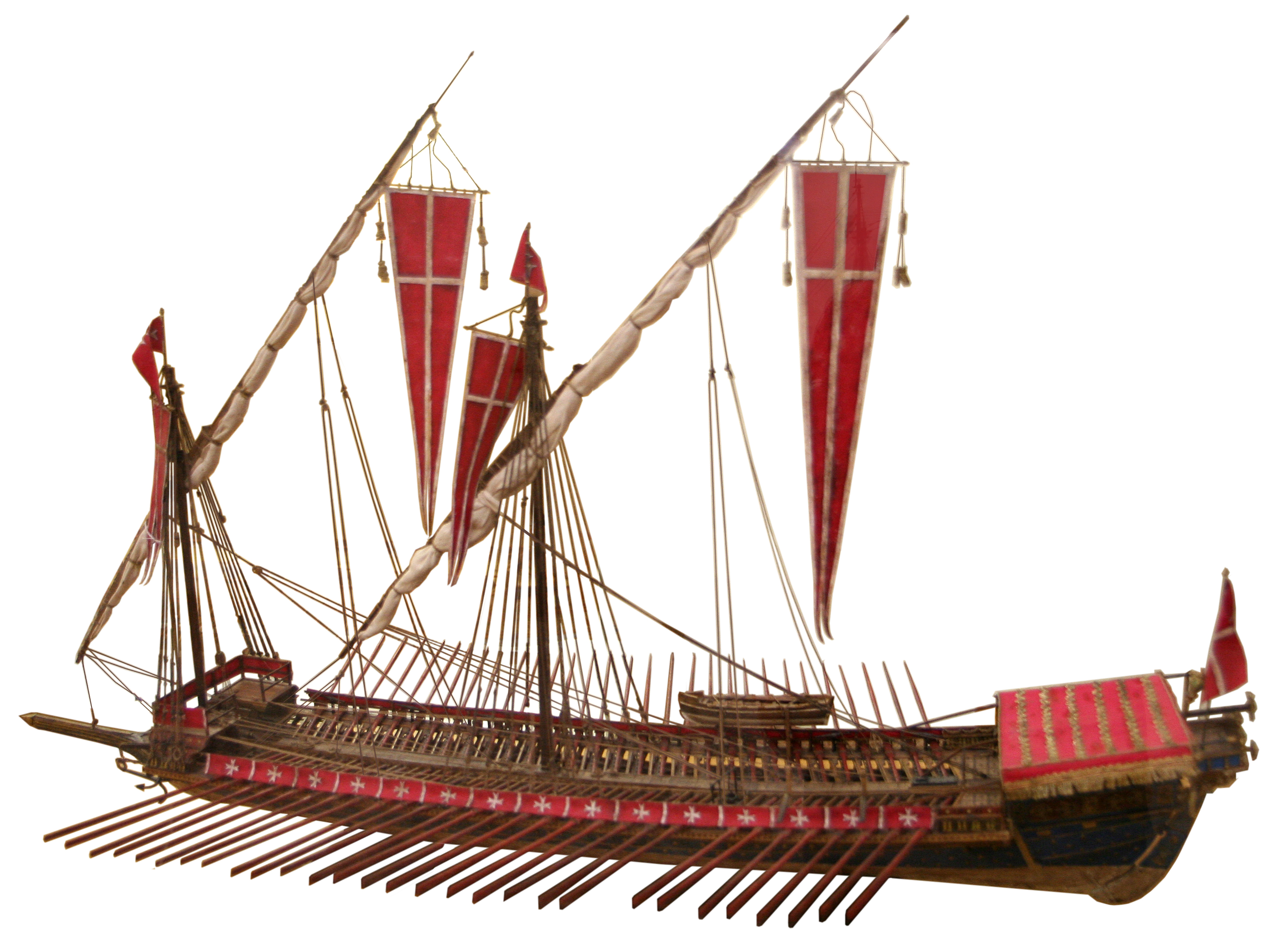
یک مدل از گالی جنگی مالتی که در قرن شانزدهم میلادی استفاده می‌شد

گالِی (انگلیسی: Galley) که در برخی منابع تاریخی گالر هم ذکر شده، یک نوع از کشتی و به طور عمده شناور قایقرانی است، گالِی نسبتاً طولانی اما بدنهٔ آن باریک و دارای عمق کمی است، در ابتدای ساخت بیشتر در جهت ترخیص کالا از گمرک در دریاها مورد استفاده قرار می‌گرفت، تقریباً تمام انواع گالِی‌ها از بادبان کمک می‌گرفتند و می‌توانستند از بادهای مطلوب در جهت حرکت استفادهٔ مناسب را ببرند اما قدرت اصلی رانش و هدایت آنها متکی به انسان به عنوان نیروی محرکه‌اش بود چرا که تمامی گالی‌های ابتدایی با پارو هدایت می‌شدند و در موقعیت‌های مقتضی از جمله جنگ یا فرار از دشمن می‌توانست از بادبان‌هایش در جهت سرعت بیشتر استفاده کند.
سرچشمهٔ گالِی‌ها به طور عمده در میان تمدن‌های دریانوردی به خصوص در اطراف دریای مدیترانه در اوایل هزارهٔ اول پیش از میلاد است، استفاده از این نوع کشتی‌ها تا اوایل قرن نوزدهم نیز ادامه داشت، با تغیرات عمده‌ای که در طول سال‌ها و قرن‌ها در گالِی‌ها ایجاد گردید این مدل از کشتی‌ها قابلیت شرکت در جنگ، تجارت و دزد دریایی را پیدا کردند و به همین طریق مورد استفاده در اشکال مختلف قرار گرفتند.
گالِی‌ها در اوایل قدرت نیروی دریایی مدیترانه مورد استفادهٔ جنگی پیدا کردند که از میان آنها می‌توان به یونانیان و فنیقی‌ها و رومی‌ها اشاره داشت، کلاس‌های مختلفی از این مدل کشتی تا قرن شانزدهم میلادی به جنگ و دزدی دریایی در دریای مدیترانه مشغول بودند، هنگامی که این کشتی‌ها به عنوان کشتی جنگی در نبرد مورد استفاده قرار می‌گرفتند انواع سلاح‌های مختلفی بر روی آنها نصب می‌شد از جمله کله‌قوچ، منجنیق، و در قرن‌های بعدتر توپ نیز به مجموعهٔ سلاح‌های آنها اضافه شد.
در دوران امپراتوری بیزانس انواع گالی‌هایی که در نیروی دریایی خدمت می‌کردند مجهز به آتش یونانی بودن و در صورت نزدیک شدن کشتی‌های خصم آنها را به آتش می‌کشیدند ولی در شکل کلی متکی به تعداد خدمه در جهت فتح و غلبه بر دشمن در میدان نبرد بود. نیاز به استفاده از سلاح‌های مختلف در ادوار گوناگون طراحی و ساختمان گالی‌ها را دچار تغییرات بسیاری کرد که این تغییرات در قرون وسطی چشم‌گیرتر بود، یکی از اولین و عمده‌ترین جنگ مشهوری که گالی‌ها در آن شرکت داشتند جنگ لپانتو است که در سال ۱۵۷۱ به عنوان یکی از بزرگترین جنگ‌های دریایی تاکنون شناخته می‌شود.

## تعریف و اصطلاحات
اصطلاح گالر مشتق شده از کلمه گالیا یونانی بیزانسی که یک نسخه و نمونه کوچک از درومون نخستین ناوهای جنگی از نیروی دریایی بیزانس است، اصل این کلمه و منبع الگوگیری آن جهت انتخاب مشخص نیست اما می‌تواند احتمالاً به گالئوس مربوط شود که تقریباً همان سگ‌ماهی یا یک نوع از کوسهٔ کوچک است، خود کلمه galley از قرن سیزدهم به انگلیسی راه یافت و تا قبل از آن این عنوان در زبان انگلیسی وجود نداشت و در قرن پانزدهم نیز در بسیاری از زبان‌های اروپایی ردپای این کلمه به چشم می‌خورد که در آن زمان به شکل مشخص و تنها به یک نوع از کشتی‌های جنگی گفته می‌شد و از قرون وسطی به بعد به شکل خاص برای کشتی‌های مدیترانه استفاده می‌شد.

## نگارخانه

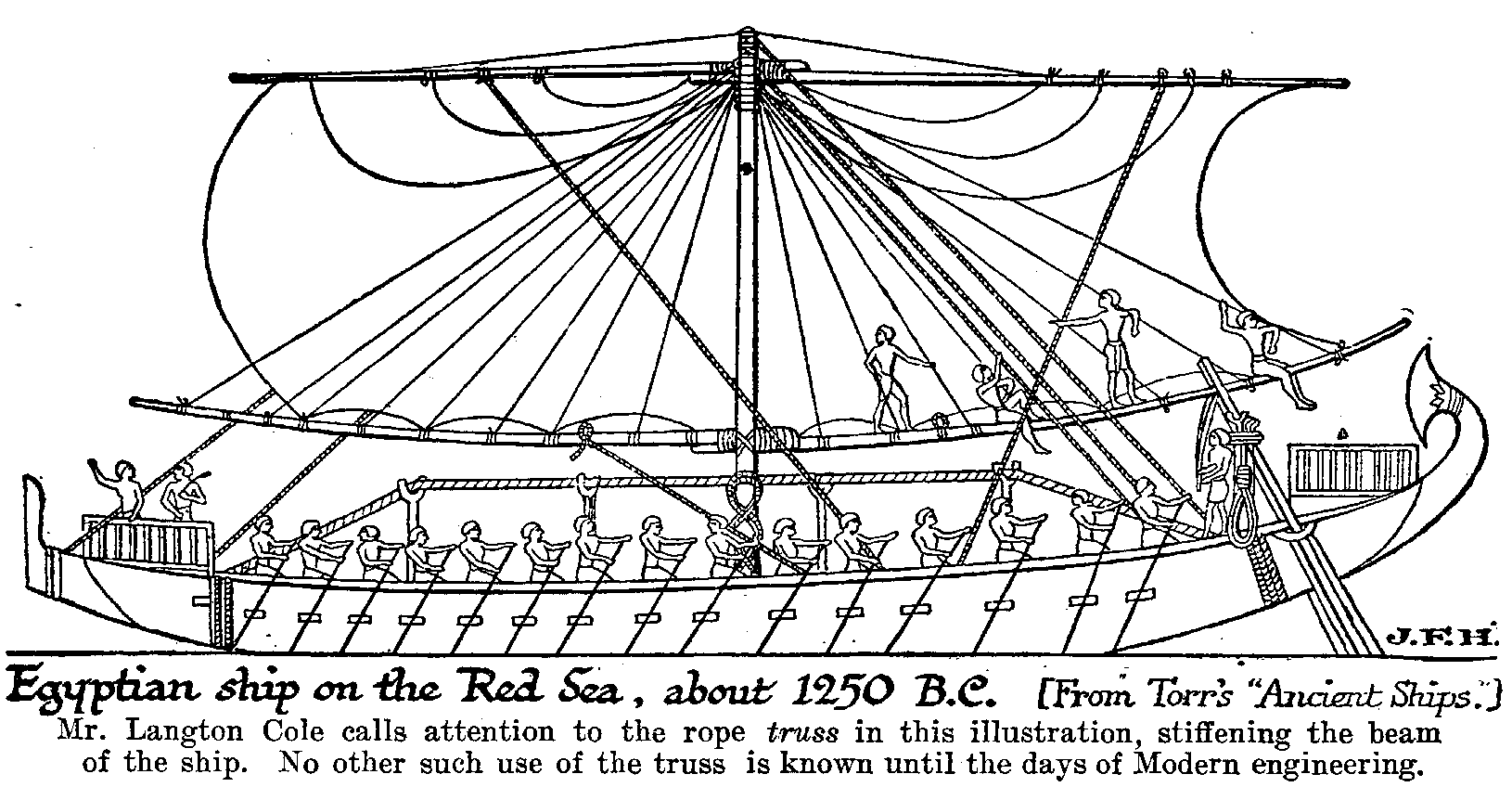
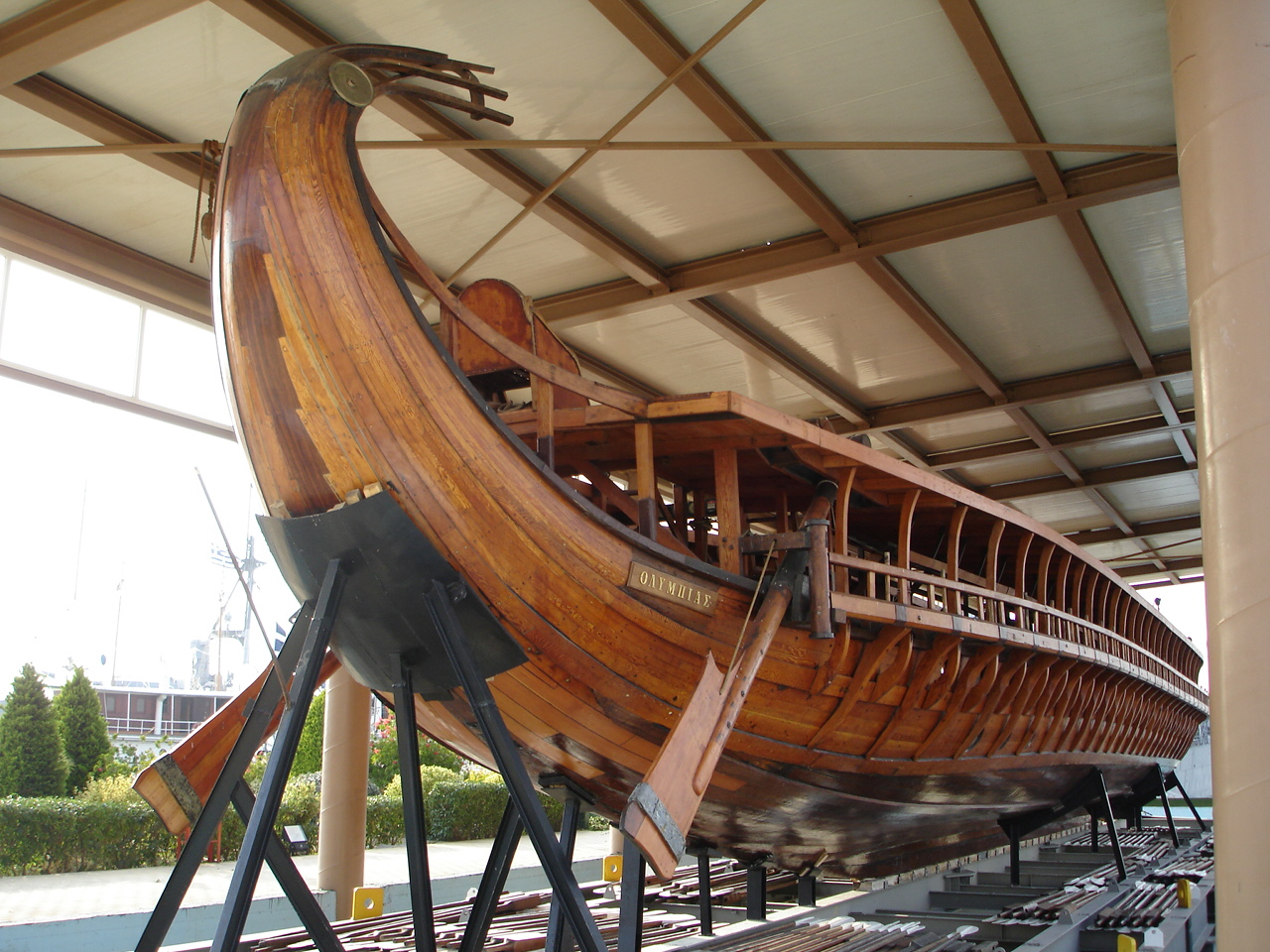
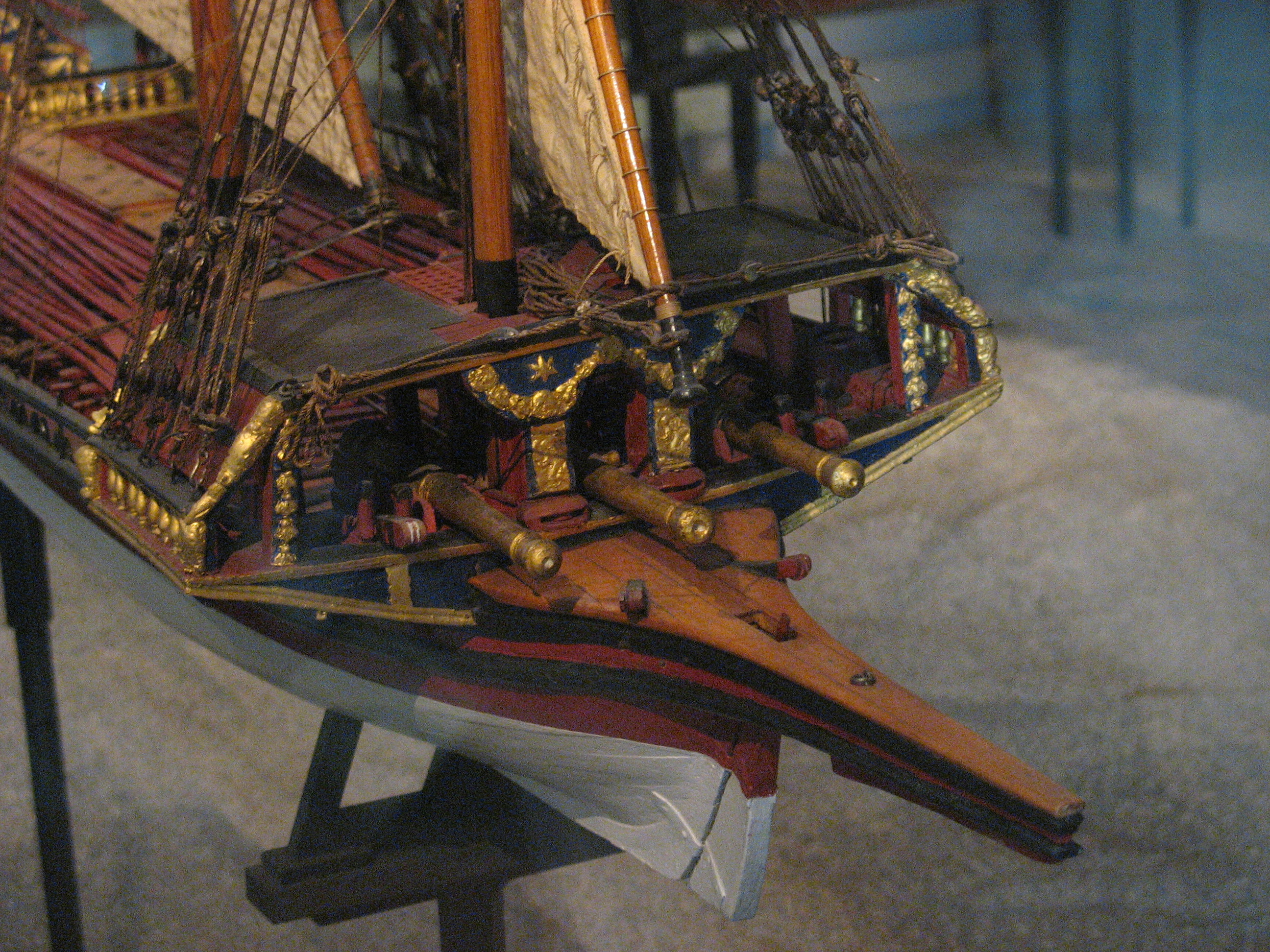
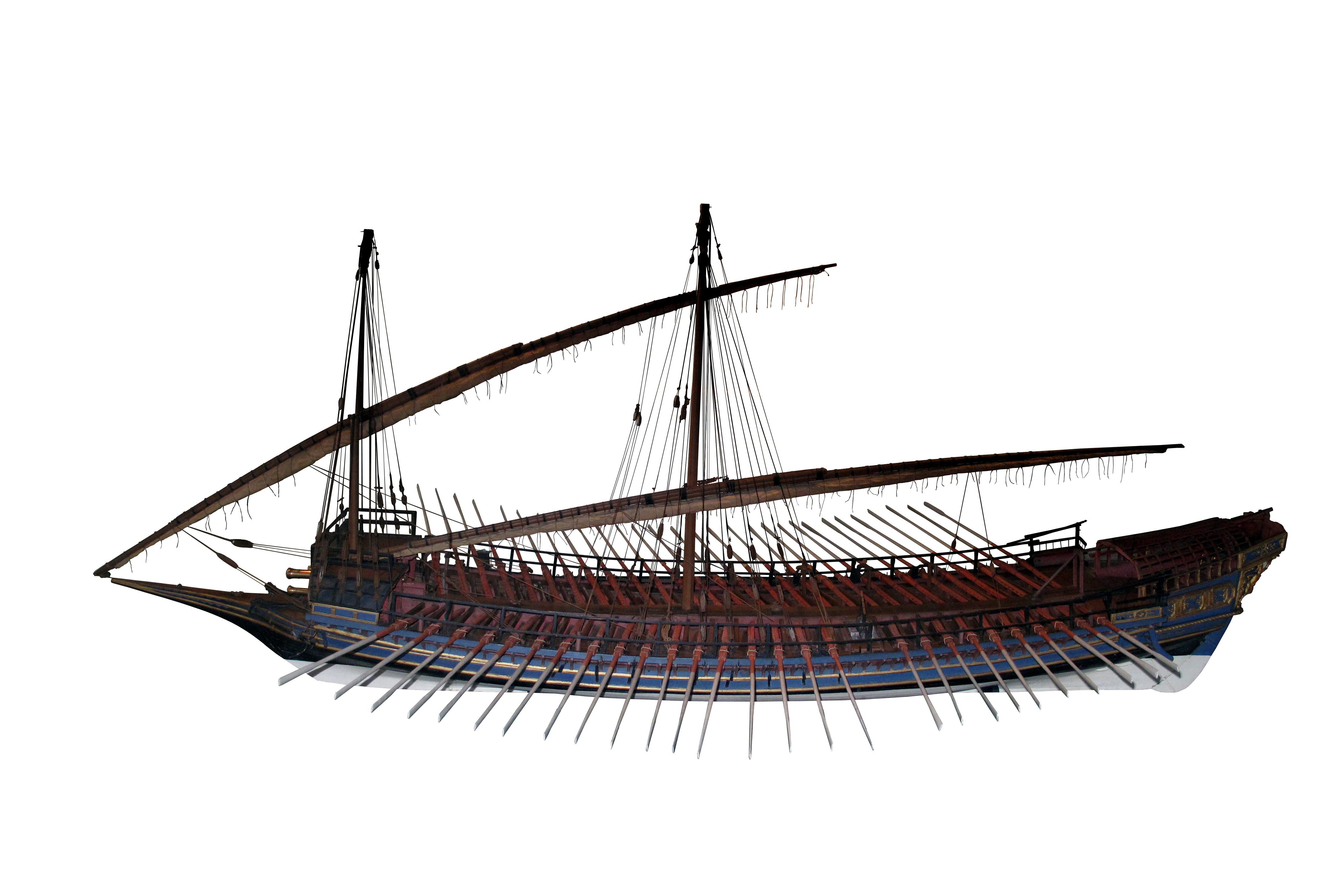
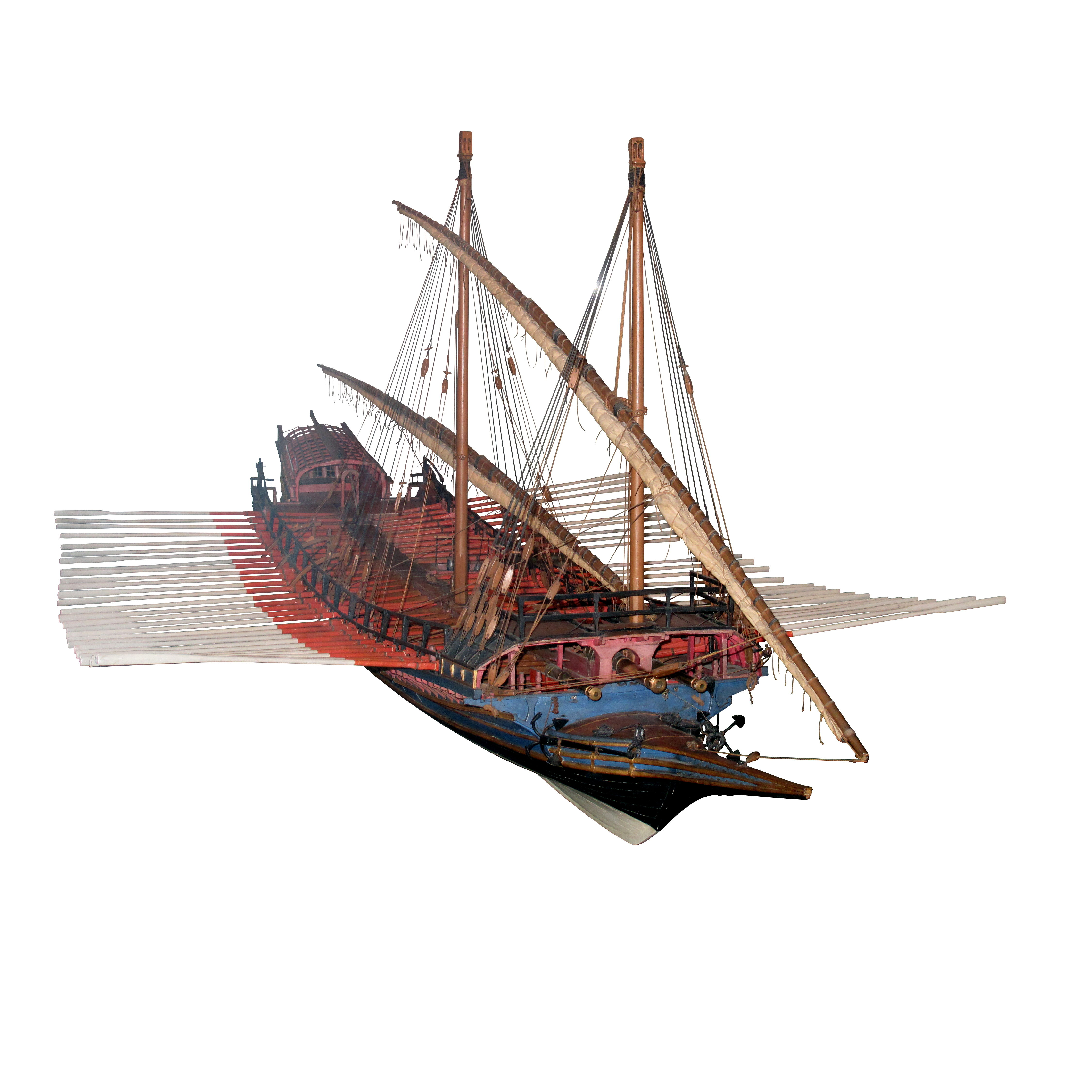
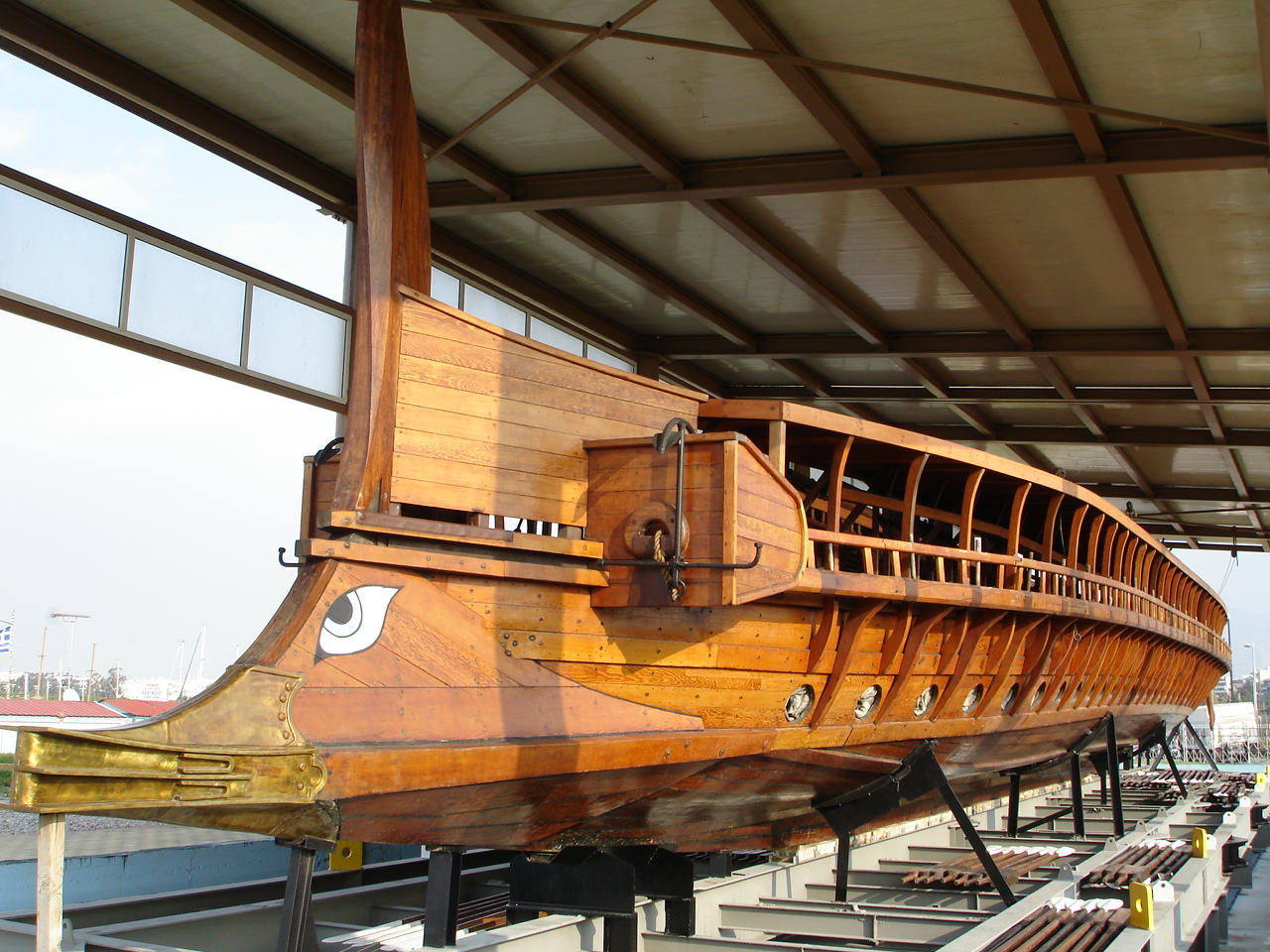
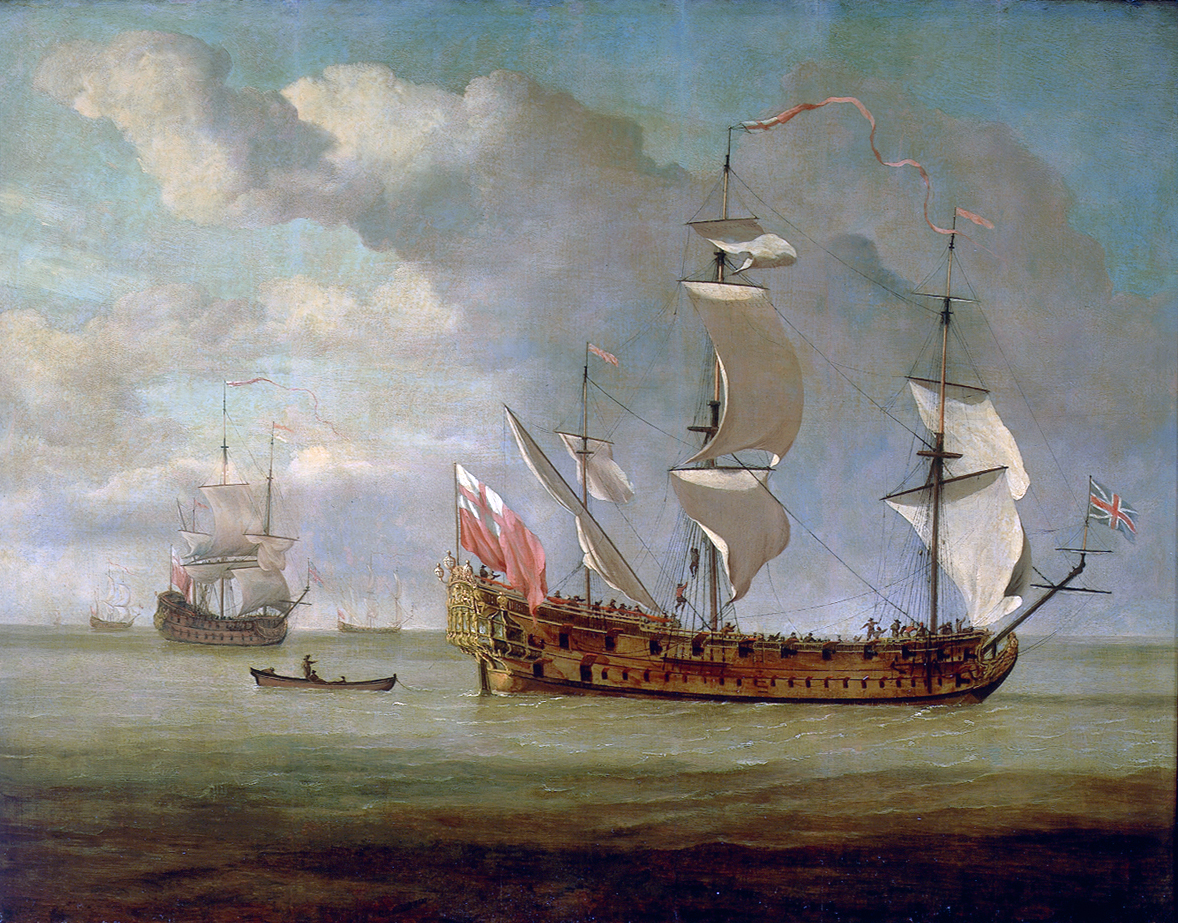
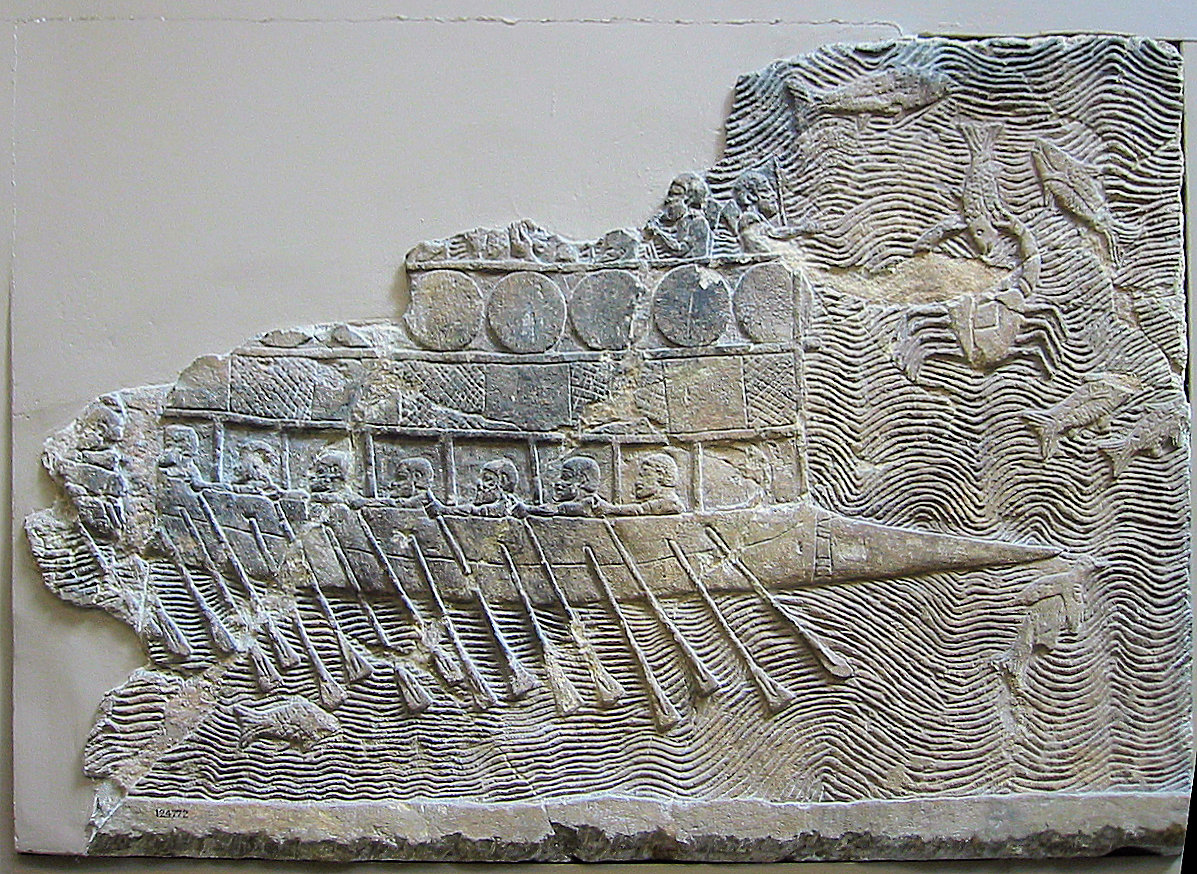
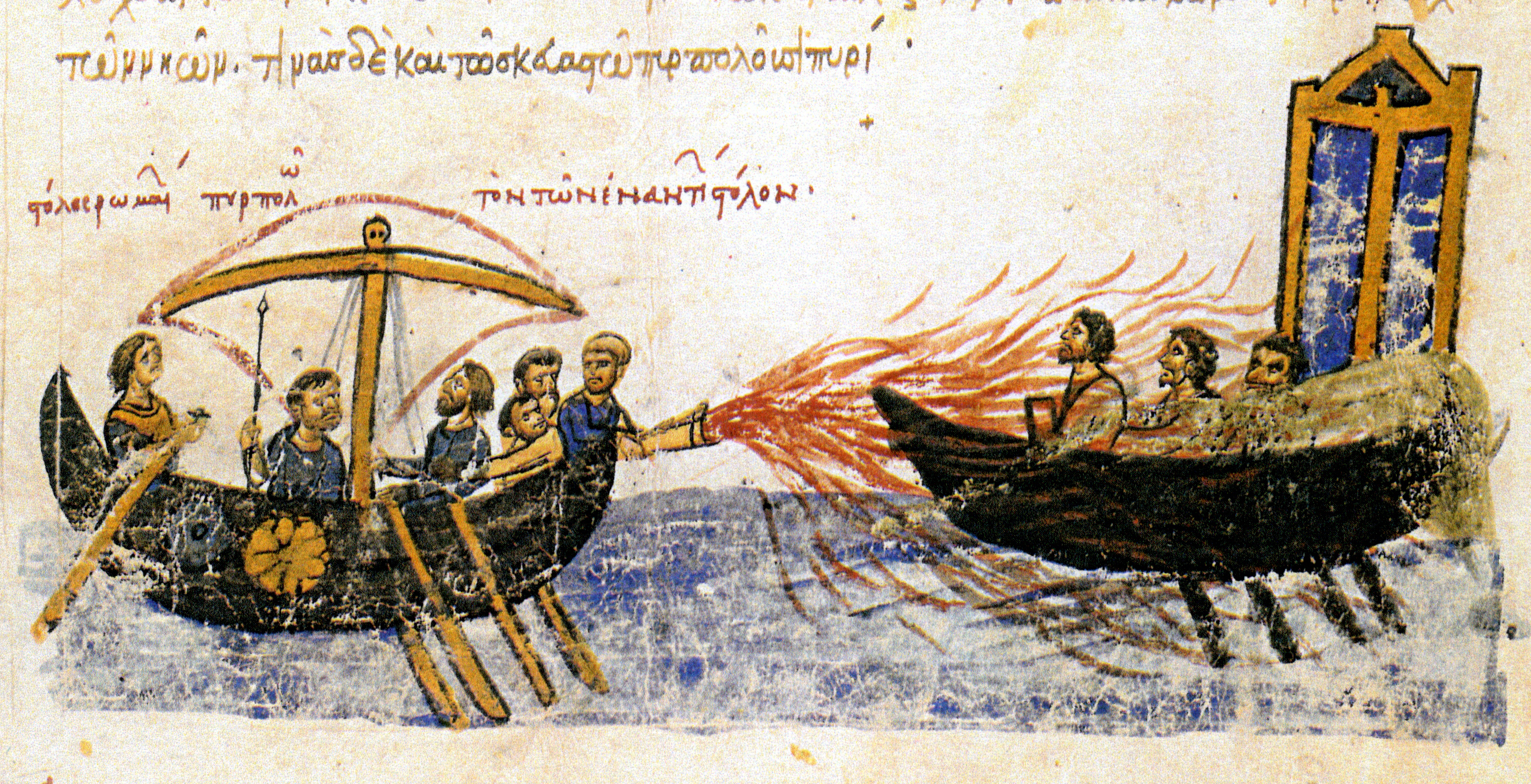
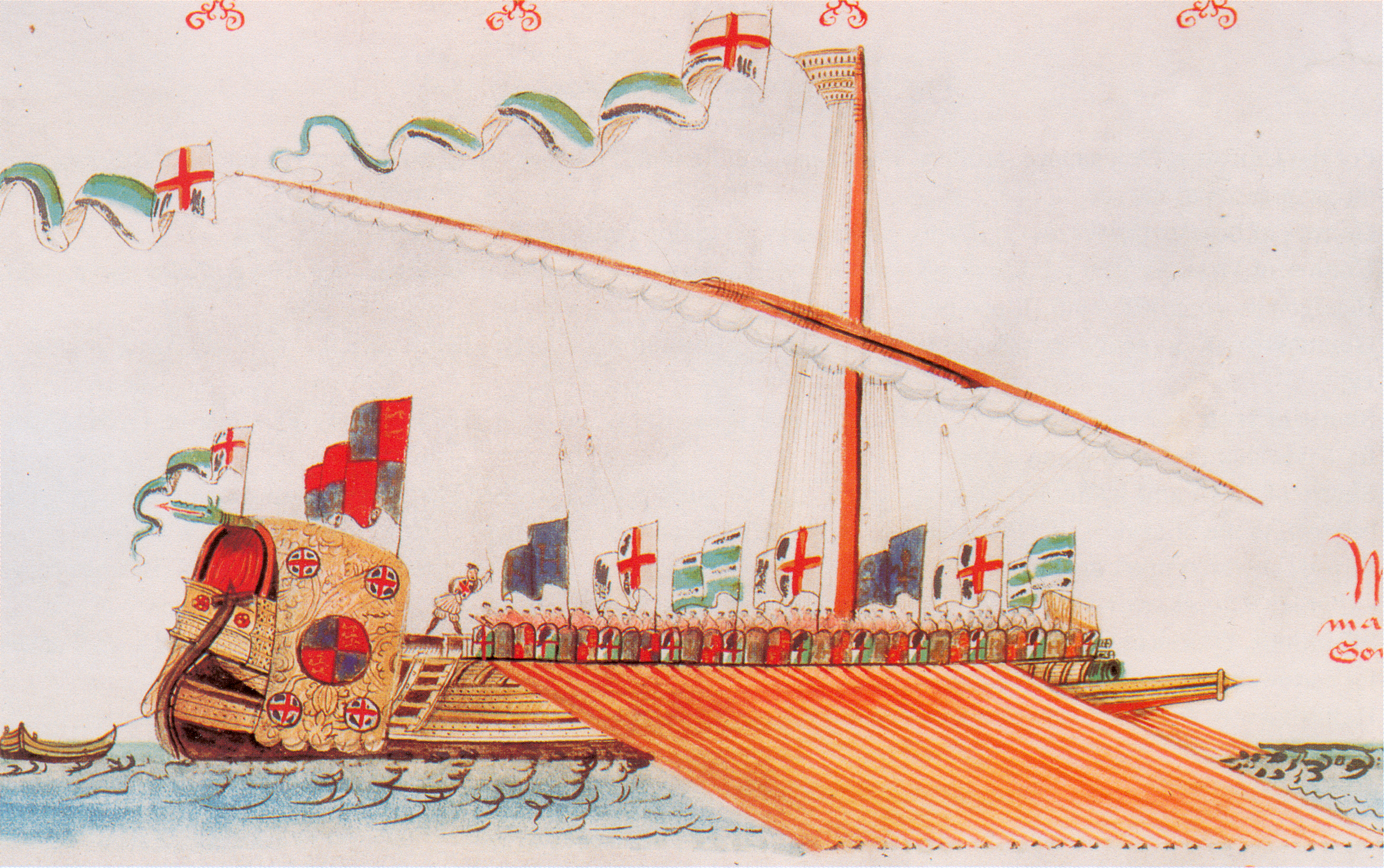
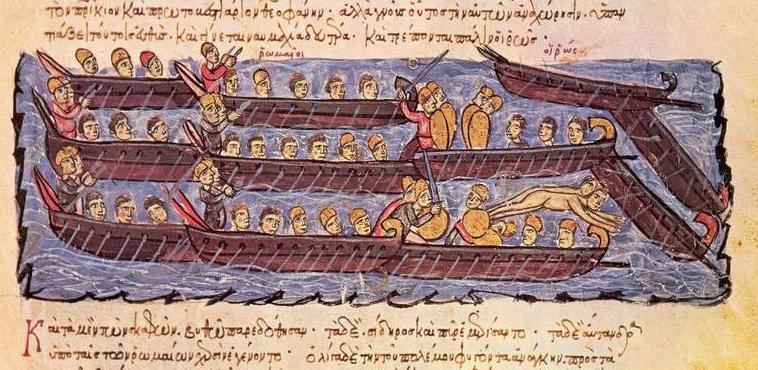
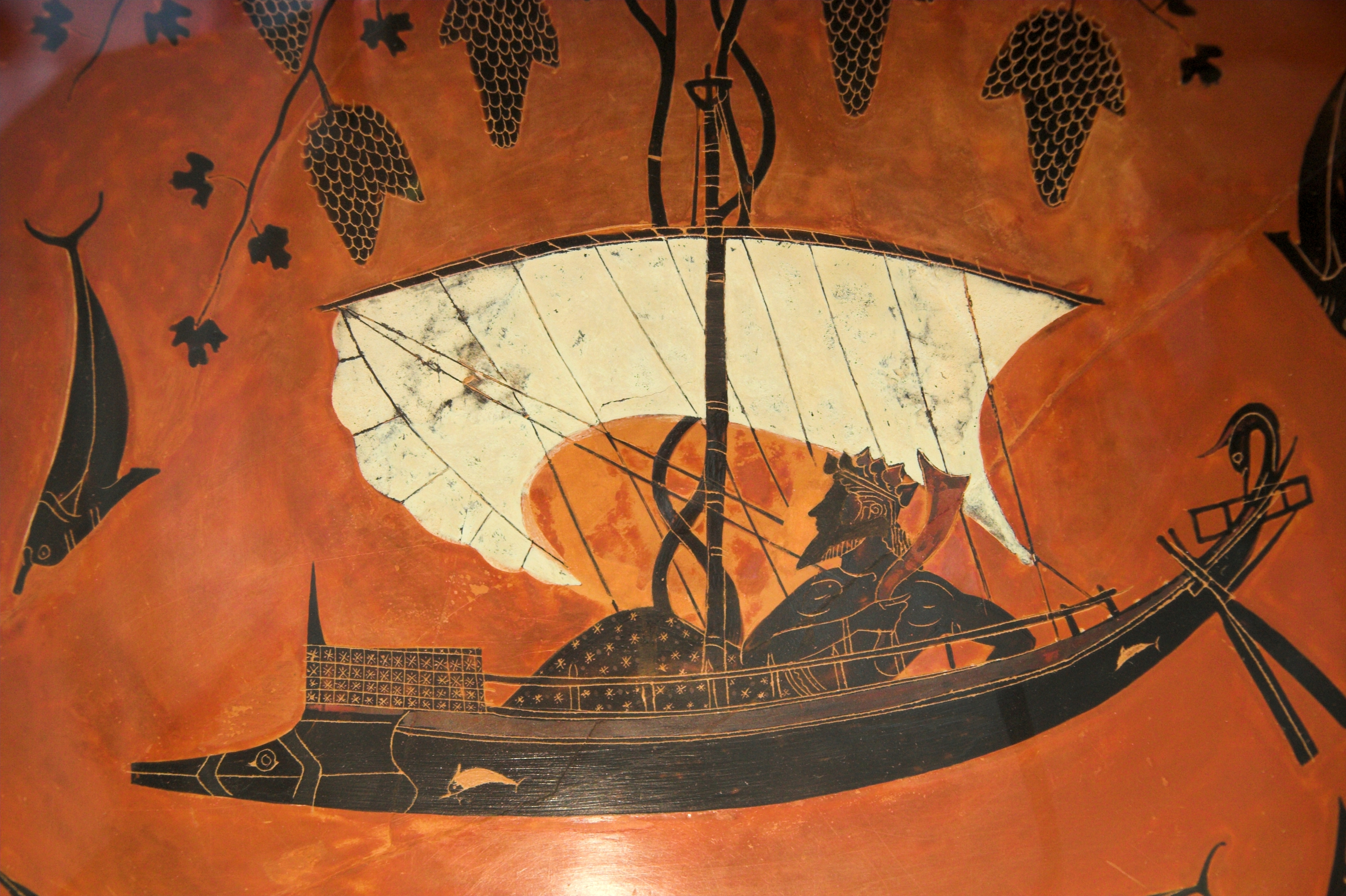
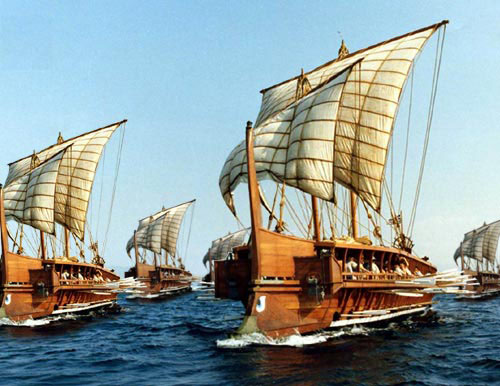
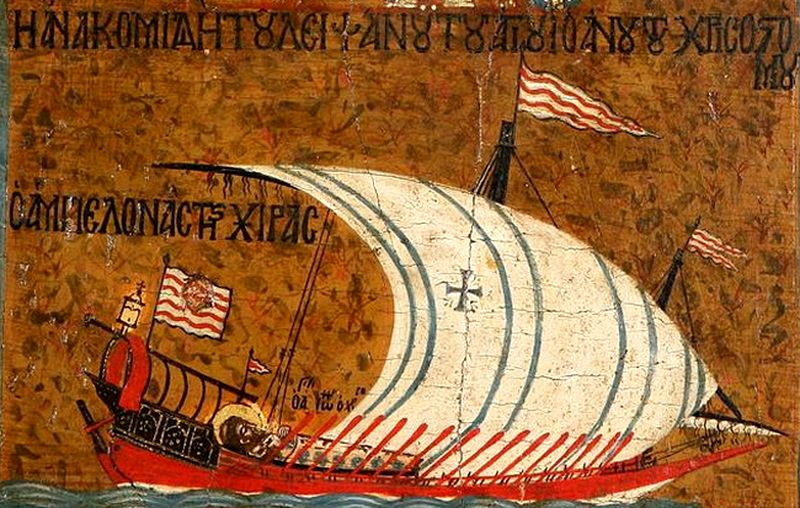
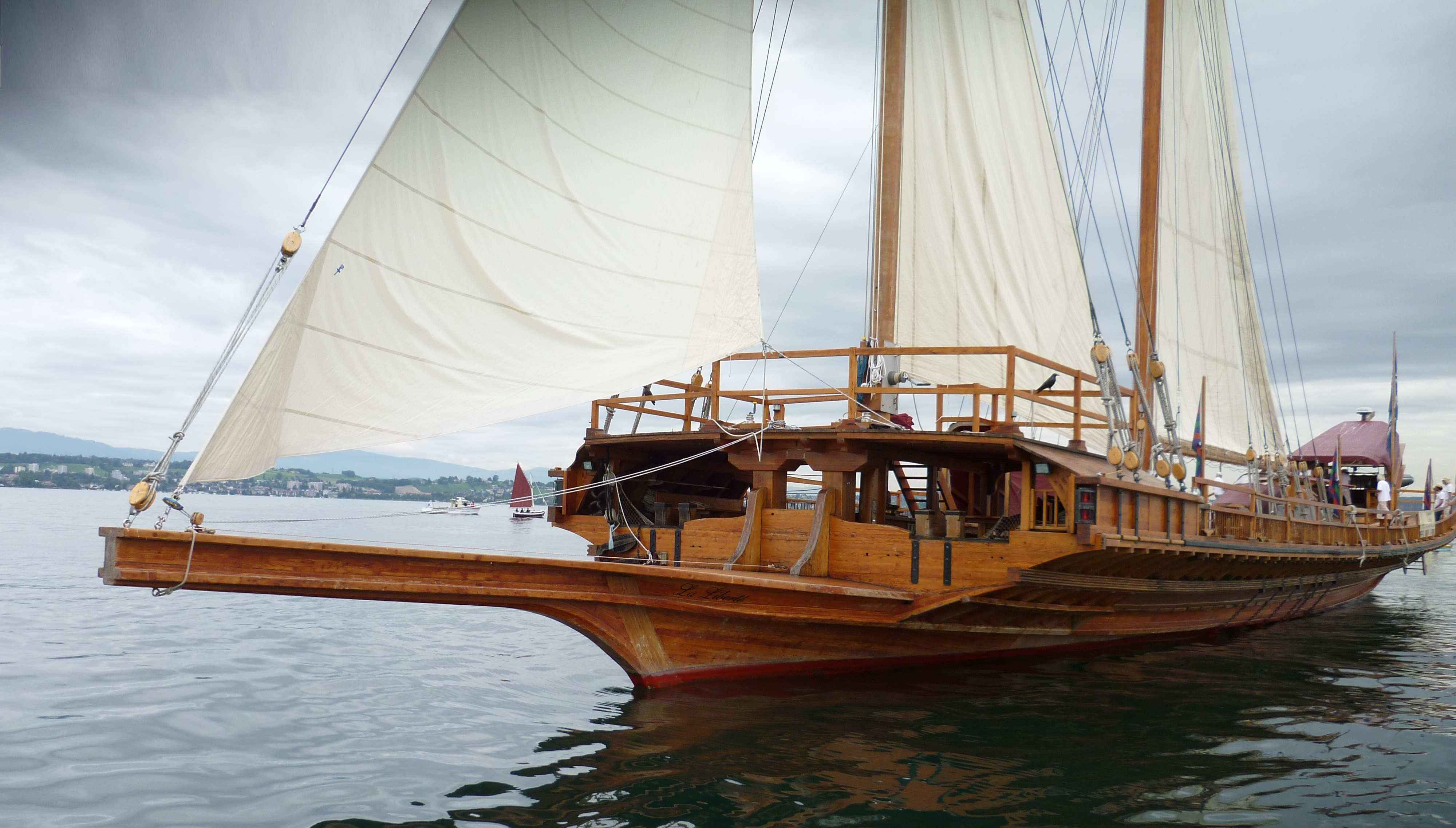
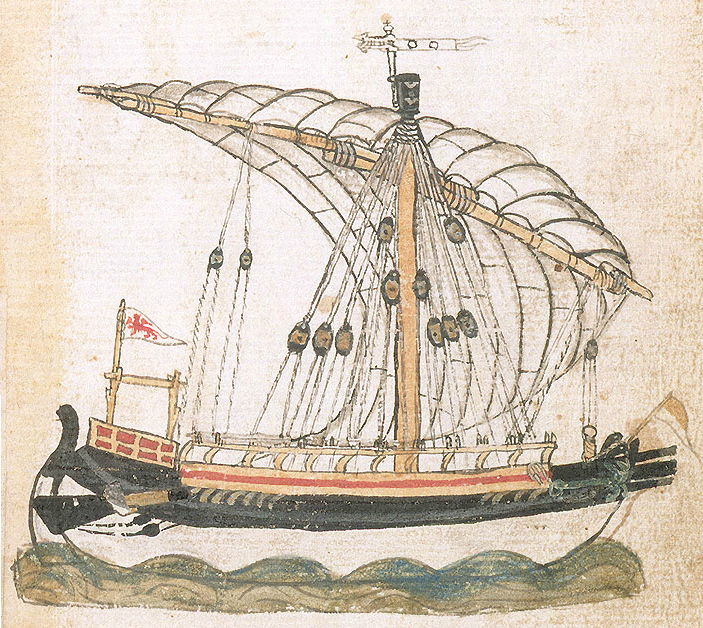
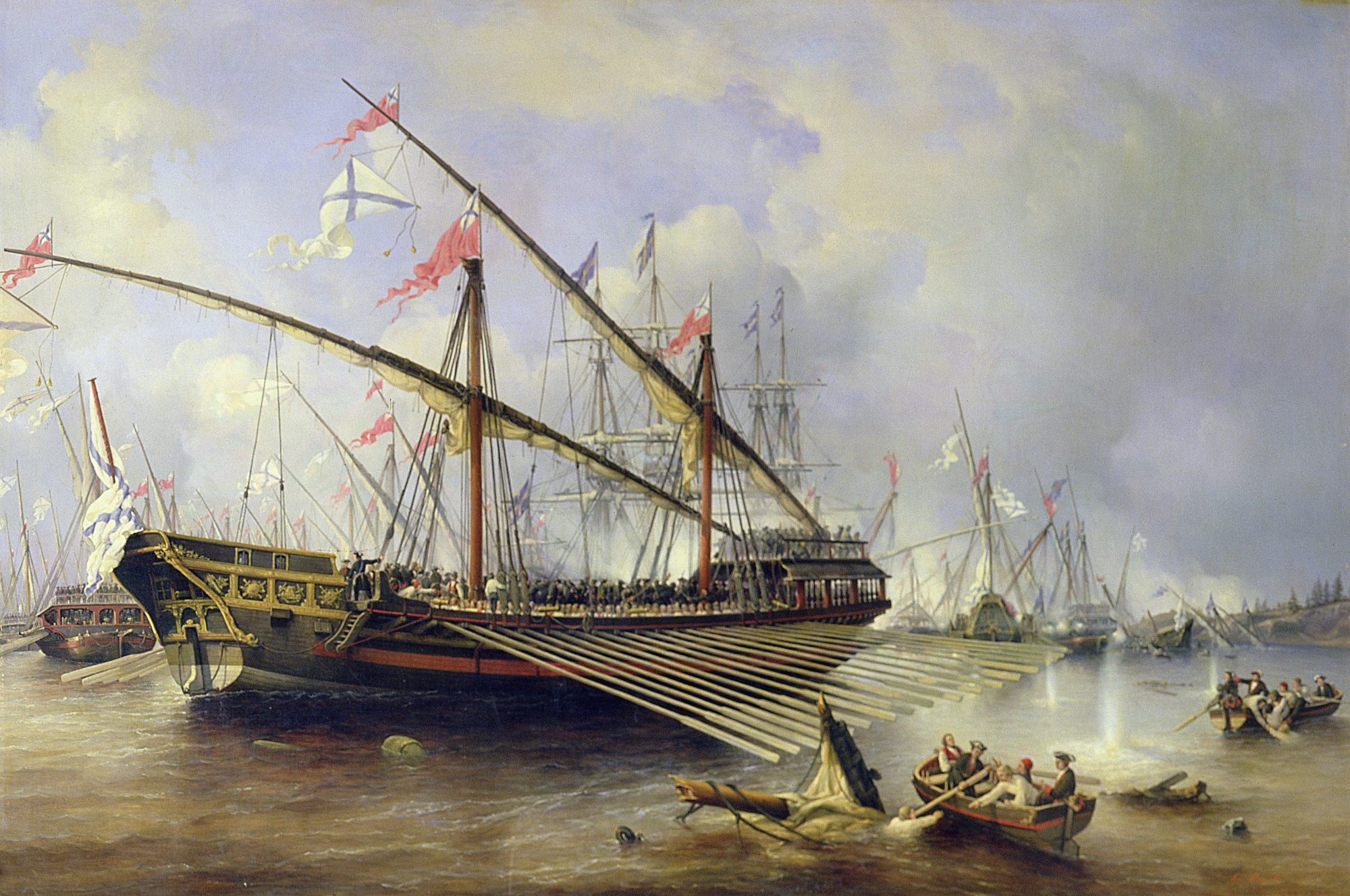